# 盲学校
盲学校（もうがっこう）は、視覚障害者に対する教育を行う学校。
自分の安全を図るための手段とその工夫を学びつつ、点字などを中心に幼稚園、小学校、中学校、高等学校に準じた教育が行われている。

## 欧州

### フランス
世界最初の盲学校は、1784年にヴァランタン・アユイらによって、フランスのパリに作られたものとされている。
もともと視覚障害者に対する教育は個人別に行われていたが、ヴァランタン・アユイは集団教育へと発展させるため、1784年に博愛協会に基金を提供してもらい12人の児童を集めてパリ訓盲院を創設した。このパリ訓盲院が世界初の盲学校とされている。のちにブライユ式点字を発明するルイ・ブライユもこの学校の出身者であり、同校の教員でもあった。この盲学校はフランス革命直後の1791年に王立パリ盲学校となり、王政廃止後は国立パリ盲学校となった。
フランスでは2005年2月11日「障害者の権利と機会の平等、参加と市民権のための法」が成立し、まず居住地に最も近い通常学校を学籍校として登録する制度になった。学籍登録後に作成される「個別の就学計画」で保健省管轄の教育施設や国立遠隔教育センターでの通信・訪問教育を受けることもあるが、その場合でも学籍校の学籍は保持される。

### イタリア
イタリアでも盲学校が設置されていたが1992年2月5日基本法第104号によって、障害の有無に関わらず、全ての子どもが地域の学校に就学することが保障されるシステムに移行した。

## 日本
日本では、2007年施行の学校教育法改正により、聾学校、養護学校とともに、学校種が「特別支援学校」となり、場合によっては「視覚特別支援学校」の名称の特別支援学校もある。2007年4月1日より前は、視覚障害者に対する教育を行う学校は、制度として「盲学校」の名称が使われていたので、2000年代においては、しばしば見かけられる校名である。

### 盲学校の歴史
日本では、1878年5月24日に京都で創立された京都盲唖院が最初の近代的な視覚障害教育及び聴覚障害教育の機関とされている。その前史として上京区第一九組長を務めた熊谷伝兵衛による聾唖教育の示唆、これに賛した第一九番校（後の待賢小学校）教師の古河太四郎と佐久間丑雄による瘖唖教場があった。京都に次いで東京では、1880年（明治13年）1月5日に京橋区築地の楽善会訓盲唖院（1876年創立）が正式開校、同年2月より学生の受け入れと授業が開始された。楽善会訓盲唖院は、後に官立東京盲学校・東京教育大学教育学部附属盲学校を経て、現在は筑波大学附属視覚特別支援学校になっている。京都盲唖院は、明治期に京都府立から京都市立（盲唖院、のち盲学校と聾学校に分離）に移管し、1931年に京都府立盲学校となり現在に至る。

### 盲学校の普通科教育
小学部から高等部においては、普通校の小学校から高等学校と同じ内容の国語、数学（算数）、理科、社会、英語、技術・家庭、体育、音楽、美術といった教科も教えられるが、それぞれに視覚障害を克服したり、伸ばすことの出来る能力を発展させるよう、教える工夫がなされる。理科では、授業の中で化学実験をはじめとする実験観察がおこなわれ、理系大学への進学者もいる。体育でも障害の特性に応じた工夫がなされている。例えば、健常者がおこなうバレーは、視覚障害者ではフロアバレーボールと呼ばれ、健常者のようにボールを打ち上げるのではなくネットの下をくぐらせる方法でプレイする。ゲームでは弱視者の後衛3人と全盲生（またはアイマスクをつけた人）の前衛3人によって行い、後衛が前衛に声で指示しながらプレイするなど、内容的にかなりの創意工夫がなされている。盲学校などの特殊学校では、自立活動という教科が障害の特性に応じて設置されている。盲学校では自立活動の時間に生徒の障害の特性や程度に応じて、点字の指導、白杖歩行の訓練、弱視者への拡大読書器などの障害補償機器の指導、卒業後の生活自立へ向けての生活訓練などをおこなっている。

### 盲学校の職業教育
日本では数百年の永きにわたって、盲人の職業として、鍼と按摩が受け継がれてきた。鍼・按摩は、学問といよりも職人的な技芸であるため、戦前は徒弟制度によって術者が養成されていた。戦後、「あん摩マッサージ指圧師・はり師・きゅう師・柔道整復師等に関する法律」（あはき法）が施行され、はり師、マッサージ師として就業するためには2年の専門教育と国家試験が課せられるようになったため、これに対応する形で職業課程の「理療科」が設置された。理療科は、高卒後3年で、鍼灸師・マッサージ師の国家試験受験資格を得る専攻科理療科と、あん摩マッサージ指圧師だけの受験資格を得る保健理療科がある。理療科という名前は、薬物や外科手術でない、物理的な刺激療法という意味であるが、盲学校だけのことばで、また、理学療法士と紛らわしいため、言い換えを求める意見が多い。
一部の盲学校には、盲人の伝統的な職業である箏曲の演奏家等を養成する音楽科、理学療法士を養成する理学療法科が設置されてところがある。

### 盲学校と寄宿舎
日本において、盲学校が一般的な学校と一番違うところは、大半の盲学校に寄宿舎が併設されていることである。盲学校は1都道府県に1, 2カ所と少ない場合がほとんどで自宅からの通学が困難な児童生徒が多く、また視覚障害者が十分に訓練を受けないと、電車やバスを乗り継いで通学するのが困難なことによる。盲学校の新入児童生徒には、衣服の着脱、歯磨きや入浴など、日常の所作が十分にできない者も多く、そうしたことを教えるのは寄宿舎の寄宿舎指導員の仕事になっている。

### 校名の変更
日本で2007年4月に改正学校教育法が施行されて以後に校名を変更した盲学校。
| 旧名                     | 改名後                               |  | 旧名                   | 改名後                           |
| 岩手県立盲学校           | 岩手県立盛岡視覚支援学校             |  | 大阪府立盲学校         | 大阪府立視覚支援学校             |
| 宮城県立盲学校           | 宮城県立視覚支援学校                 |  | 大阪市立盲学校         | 大阪市立視覚特別支援学校         |
| 埼玉県立盲学校           | 埼玉県立特別支援学校塙保己一学園     |  | 兵庫県立盲学校         | 兵庫県立視覚特別支援学校         |
| 学校法人埼玉県熊谷盲学校 | 学校法人埼玉県熊谷理療技術品等盲学校 |  | 広島県立広島盲学校     | 広島県立広島中央特別支援学校     |
| 筑波大学附属盲学校       | 筑波大学附属視覚特別支援学校         |  | 山口県立盲学校         | 山口県立下関南総合支援学校       |
| 東京都立久我山盲学校     | 東京都立久我山青光学園               |  | 福岡県立福岡盲学校     | 福岡県立福岡視覚特別支援学校     |
| 横浜市立盲学校           | 横浜市立盲特別支援学校               |  | 福岡県立北九州盲学校   | 福岡県立北九州視覚特別支援学校   |
| 富山県立盲学校           | 富山県立富山視覚総合支援学校         |  | 福岡県立柳川盲学校     | 福岡県立柳川特別支援学校         |
| 静岡県立静岡盲学校       | 静岡県立静岡視覚特別支援学校         |  | 福岡県立福岡高等盲学校 | 福岡県立福岡高等視覚特別支援学校 |
| 静岡県立沼津盲学校       | 静岡県立沼津視覚特別支援学校         |  | 宮崎県立盲学校         | 宮崎県立明星視覚支援学校         |
| 静岡県立浜松盲学校       | 静岡県立浜松視覚特別支援学校         |  |                        |                                  |

(2011年4月1日現在)

## 盲学校のことが書かれている文芸作品
虹の輪 （遠浜 々著、文芸社）